# Steuermentalität
Die Steuermentalität ist eine allgemeine Einstellung zum Abgabewesen, z. B. zur Steuergerechtigkeit und  -ehrlichkeit. Der Begriff wurde in den 1950er Jahren durch den Wirtschafts- und Finanzwissenschaftler Günter Schmölders als zentraler Bestandteil der Steuerpsychologie eingeführt.
Die Steuermentalität ist einer der Einflussfaktoren für das Steuerbelastungsgefühl des einzelnen Steuerpflichtigen, seine individuelle Steuermoral, d. h. seine Einstellung zu Steuerdelikten wie der Steuerhinterziehung, und seine Steuerdisziplin, d. h. sein Verhalten hinsichtlich der Befolgung oder Nichtbefolgung seiner steuerlichen Pflichten.
Die Steuermentalität ist verbunden mit soziokulturell geprägten Einstellungen, individuellen Persönlichkeitsmerkmalen des Steuerpflichtigen sowie den politisch-institutionellen Bedingungen in dem jeweiligen Land. In der Regel sind Grundeinstellungen, die unter dem Begriff der Steuermentalität zusammengefasst werden, tief verankert und ändern sich, wenn überhaupt, nur langsam. Ein erfolgreiches Steuersystem sollte sich daher an die bestehende Steuermentalität der Bevölkerung anpassen, statt mit administrativem Druck die Steuermentalität in eine bestimmte, politisch gewünschte Richtung lenken zu wollen.
Schmölders attestierte in seiner ersten empirischen Studie von 1958 der deutschen Bevölkerung eine tendenziell neutrale Steuermentalität. Die Mehrheit assoziierte mit dem Begriff der Steuer (relativ neutral) eine „Abgabe“; positive oder negative Bewertungen waren weniger stark vertreten.
Empirisch wurden Auswirkungen unterschiedlicher Steuermentalitäten ebenfalls festgestellt: Ältere Menschen verhalten sich demnach tendenziell steuerehrlicher, ebenso sind Frauen unter den Steuerhinterziehern relativ gering repräsentiert und Personen, welche die größere Möglichkeiten zur Hinterziehung haben, höher repräsentiert.